# 真駒内川
真駒内川（まこまないがわ）は、石狩川水系豊平川の支流で、北海道札幌市南区を流れる河川である。長さ約21 km（キロメートル）、流域面積は約37 km2（平方キロメートル）ある。平均河床勾配1/60の急流であり、下流側15 kmの区間は北海道が管理する一級河川に指定されている。豊平川の支流としては、流路延長約41 kmの厚別川に次いで長い河川である。
川の名はアイヌ語で「背後にある川」を意味する「マク・オマ・ナイ」に由来する。

## 流路と地理
北海道札幌市南区簾舞の空沼岳（標高約1,251メートル）の北にある万計沼（ばんけいぬま）に源を発する。この上流部は万計沢とも呼ばれている。山中で他の沢をいくつか合わせながら南区常盤まで北東に流れる。そこで北に向きを変え、南区芸術の森を左岸に、常磐地区を右岸に北流し、南区石山東を通り、真駒内地区で北海道立真駒内公園敷地内を流れて、豊平川に架かる五輪大橋と藻岩上の橋の間でその右岸に合流する。下流部の真駒内という地名は川の名から付けられたものである。上流から中流の流路は山間・丘陵だが、中流の南区芸術の森あたりから川沿いに幅200メートルほどの平地がある。
札幌市から南に外れ、丘陵地で平地に乏しいこともあって流域の開発は遅れていた。現在は、国道453号の便によって常盤地区の北部まで住宅地に変わりつつある。下流部の真駒内地区では谷のほかに、丘の上も宅地化されている。川は合流点付近で道立真駒内公園の中を流れ、遡行したサクラマスが毎年産卵する。

## 歴史

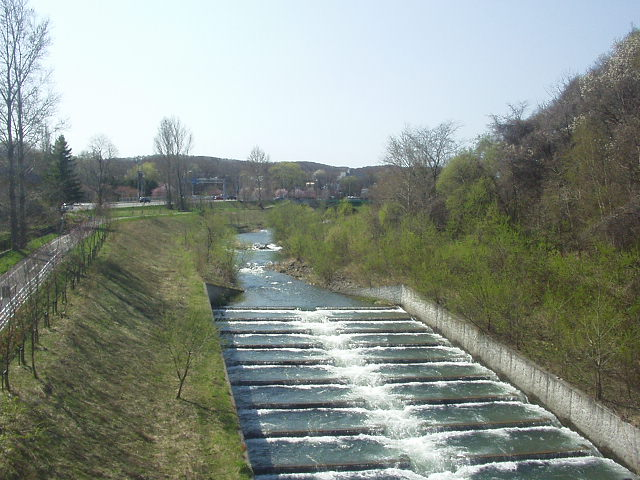
春の真駒内川（2004年5月）

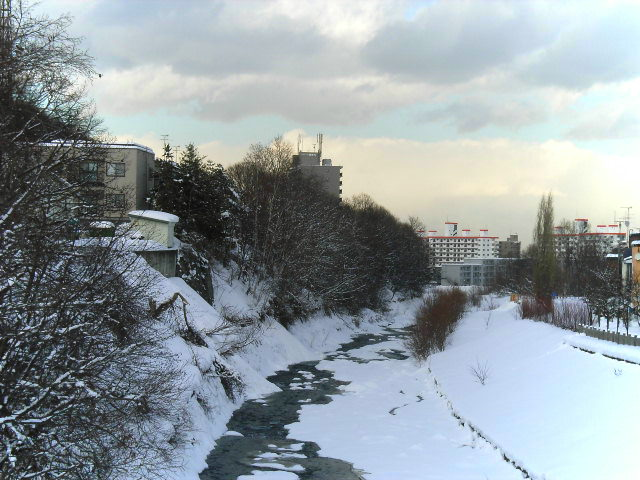
冬の真駒内川（2004年12月）

流域への和人の本格的な入植は、1877年（明治10年）に開拓使が真駒内牧牛場（のちの北海道庁畜種場）を設置したことに始まる。二年後の1879年（明治12年）には、牧牛場で利用する水を真駒内川から調達するため約4キロメートルの真駒内用水が開削された。この用水は牧牛場を経由して東隣を北流する精進川まで続いており、のち1894年（明治27年）に精進川から取水する四箇村聯合用水路の整備が始まると、豊平村・平岸村・白石村・上白石村の水田開発と灌漑に、精進川を介して真駒内川から安定した水量を供給する要路として改良工事が施された。
流域の開発が遅れていたこともあり、真駒内川の本格的な治水工事は第二次世界大戦後になっておこなわれ、1960年代に流路が直線化された。
その後、1981年（昭和56年）8月の台風15号の影響による洪水被害を契機に新たに「真駒内川いきいき計画」（1987年（昭和62年）立案）を策定、豊平川合流点から常磐1号橋をまでを事業区間として、河川改修を開始した。また、1991年（平成3年）からは前年の旧建設省「多自然型川づくり」通達に基づいた下流部の再改修がおこなわれた。さらに1999年（平成11年）からは真駒内1号橋から常磐1号橋までの中流区間の再改修が検討された。この際には1997年の河川法改正を受けて住民参加が求められたことから、真駒内川対策協議会「真駒内川を考える会」が設立されて説明会や現地見学会をおこない、地元意見の集約が目指された。1991年以降の真駒内川の河川改修においては既設の落差工の撤去や斜路工への改築、浅瀬や淵を形成し河床の砂礫堆積を促進する工法の採用、河畔林の保全など、洪水防止と同時に魚類生息環境や景観の保全を含む自然環境の復元が目指されている。

## 支流
- 湯の沢川
- 中の沢川
- 鳥居沢川
- 小滝の沢川
- 金古沢川
- 真駒内用水 - 分流。真駒内川の右岸から取水し精進川の左岸に注ぐ。

## 橋梁
上流側の橋梁から記述。
- 上流にいくつかの橋
- 町有林橋 - （国道453号（真駒内通）、常磐神社の東）
- 常盤新橋 - （国道453号）
- 札幌芸術市橋梁 - （札幌芸術の森と国道453号を繋ぐ）
- ボザール橋（常盤橋） - （関口雄揮記念美術館と札幌芸術の森の間に架かっていた吊り橋[注 3]）
- みずなら橋 - （芸術の森1号線。札幌市立大学キャンパスと国道453号方面を繋ぐ）
- 常盤1号橋 - （国道453号）
- 常盤人道橋
- 藻南学園橋
- 真駒内1号橋 - （平岸通）
- 希望橋 - （北海道道814号滝野上野幌自転車道線）
- 真駒内南橋 - （平岸通の北側。石山トンネルの東）
- 花園橋
- 真駒内橋 - （国道453号）
- 真駒内グリーンハイツ歩道橋
- 柏橋 - （北海道立真駒内公園の南端）
- 緑橋 - （道立真駒内公園内）
- 中央橋 - （道立真駒内公園内）
- 五輪小橋 - （北海道道82号西野真駒内清田線。道立真駒内公園内）
- 公園橋 - （道立真駒内公園内。豊平川への合流部の直前にある）